# Замок Гайон
Замок Гайон (фр. Château de Gaillon) — замок-дворец эпохи Возрождения, построенный на месте средневековой крепости, во французской коммуне Гайон на территории департамента Эр. Первый во Франции дворец в стиле Возрождения. После Французской революции замок почти полностью реконструирован под пенитенциарное учреждение. Объект классифицирован как национальный исторический памятник Франции.

## История

### Крепость стала летней резиденцией
В 1192 году по условиям соглашения между королём Франции Филиппом II Августом и королём Англии и герцогом Нормандии Иоанном Безземельным, Гайон перешёл под господство французского короля, как и вся историческая область Вексен нормандский, а также ряд укреплённых городов, к примеру Эврё. Иоанн Безземельный в этот период замещал на престоле своего пленённого брата Ричарда Львиное Сердце, освобождённого только в 1194 году. Ричард, по возвращении в земли Нормандии, вернул себе некоторые владения после победы над Капетингом у Фретеваля, но не Гайон и Вернон. Поэтому он стал укреплять свои позиции и приказал возвести замок Шато-Гайар в селении Андели на другом берегу Сены. Только в 1204 году, после падения крепости и последующего завоевания всей Нормандии, Гайон был окончательно включён в состав личных владений короля Франции.
Гайонская крепость, располагавшаяся на границе между герцогством Нормандия и землями короля Франции, была занята Филиппом II Августом в 1196 году при подписании Гайонского договора. В том же году французский король доверил оборону крепости главарю наёмников Ламберу Кадоку. В следующем году король Франции подарил крепость Кадоку в знак благодарности за его участие в боевых действиях. Ламбер Кадок являлся сеньором Гайона с 1197 по 1209 год. В этот год Филипп II Август занял крепость силой, и заключил Кадока в темницу.
Находившийся в королевской собственности замок купил в 1262 году архиепископ Руанский Эд Риго. Король Людовик IX получил за него руанские мельницы и 4000 ливров. Замок стал преходящим владением архиепископов Руана и их летней резиденцией.

### Ренессансный замок
В 1454 году архиепископ Гийом д’Этутвиль решил украсить шато, построив «Ostel Neuf».
Следующим архиепископом, выполнившим в замке крупные строительные работы, стал Жорж Амбуаз. Именно Амбуаз начал перестраивать замок на манер ренессансного дворца; он восхищался итальянским искусством и архитектурой, поэтому решил превратить Гайон в свой «итальянский дворец». Реконструкция проходила в два этапа. С 1502 по 1506 годы по приглашению Жоржа Амбуаза в замке работали строители из долины Луары. Затем, с 1507 года, живописец Андреа Солари, или Соларио (1460—1524) из Милана.
В 1509 году замок Гайон стал первым во Франции замком в стиле французского Ренессанса. Над его оформлением трудилось множество мастеров из Италии и Руана; из Италии был доставлен монументальный фонтан из каррарского мрамора и установлен в курдонёре дворца; его разобрали в XVIII веке, когда он пришёл в негодность, а чашу фонтана (диаметром 4 метра) вместе с цокольным основанием перевезли в Лианкурский дворец герцогов де Ларошфуко в Пикардии, а затем передали в замок Ларошфуко, где она ещё украшает южную эспланаду.
Труды кардинала продолжил его племянник, Жорж II д’Амбуаз, закончив строительство капеллы.
Строительство длилось много лет, после чего владение преобразилось. Современники той эпохи характеризовали его как «самое красивое и самое величественное место во всей Франции».
Архиепископ Жак-Николя Кольбер около 1700 года поручил архитектору Франсуа Мансару строительство «павильона Кольбера» в стиле классицизма, который являлся оранжереей. В середине XVIII века пришедший в негодность фонтан в центре курдонёра пришлось демонтировать.
Последним архиепископом, использовавшим Гайон в качестве своей резиденции, стал Доминик де Ларошфуко.

### Тюрьма
В 1793 году имение разграбили. Декретом от 3 декабря 1812 года Гайон перешёл в собственность государства вследствие его покупки Наполеоном I за 90 000 франков. Были наняты архитекторы, которым поручили перестроить замок в тюрьму. В ходе этих работ замок разрушили на три четверти. Открытие тюрьмы прошло 5 ноября 1816 года, но работы по обустройству закончили только в 1824 году. В период с 1824 по 1868 год в замок Гайон отправляли преступников, большей частью несовершеннолетних. Очень скоро это исправительное учреждение стало одной из самых крупных тюрем Франции. Начиная с 1840 года здесь произошёл резкий рост числа несовершеннолетних заключённых; этот рост связывается с предписанием министра внутренних дел Танги Дюшателя. В этот период тюрьма принимала ежегодно более 100 юных преступников, которых сюда отправляли из Парижа и его пригородов, а также из Руана. В 1862 году замок Гайон был классифицирован как национальный исторический памятник. Начиная с 25 сентября 1868 года молодых и взрослых заключённых стали содержать раздельно. В 1876 году на месте возвышенного сада построили первое во Франции заведение для душевнобольных и эпилептиков. Тюрьму закрыли в 1901 году, а заключённых распределили по другим учреждениям. В 1902 году здесь расположились военные.

### Возрождение замка
В 1925 году замок продали на аукционе. Участок земли в северо-западной части владения, который был частью старинного парка, в 1965 году классифицировали как исторический памятник. 13 мая 1970 года государство выкупило замок обратно. Главный архитектор исторических памятников Франции Жорж Дюваль начал исследовательские работы в преддверии реставрационного проекта, который начался в 1977 году. В замок вернулись предметы, находившиеся на хранении в Парижской школе изящных искусств.
В сентябре 2009 года была образована ассоциация ARC (Association pour la Renaissance du Château), задачей которой стало увеличение известности замка и его открытие широкой публике. В этом проекте также участвует муниципалитет Гайона.
Летом 2011 года замок открыл свои врата посетителям. Вниманию гостей была представлена новая экспозиция, центральное место в которой принадлежит макету замка по состоянию на XVI век. В течение первого года работы замок посетили 7000 человек. Во второй сезон — 8000 человек. В 2013 году замок был открыт для посещения с 30 марта по 30 сентября, а к экскурсионному маршруту по жилому флигелю Жоржа д’Амбуаза добавили ещё один зал, а именно, его подвал, где содержались преступники. До этого для посещения были открыты маленький замок (шатле) на входе, нижняя часовня и прогулочная галерея с панорамным видом на Сену.
- Флигель Жоржа д’Амбуаза с галереей вдоль Сены
- Нижняя часовня
- Замок Гайон и его сады на рисунке Серсо 1576 года
- Внутренний двор замка в наше время